# Luis Avilán

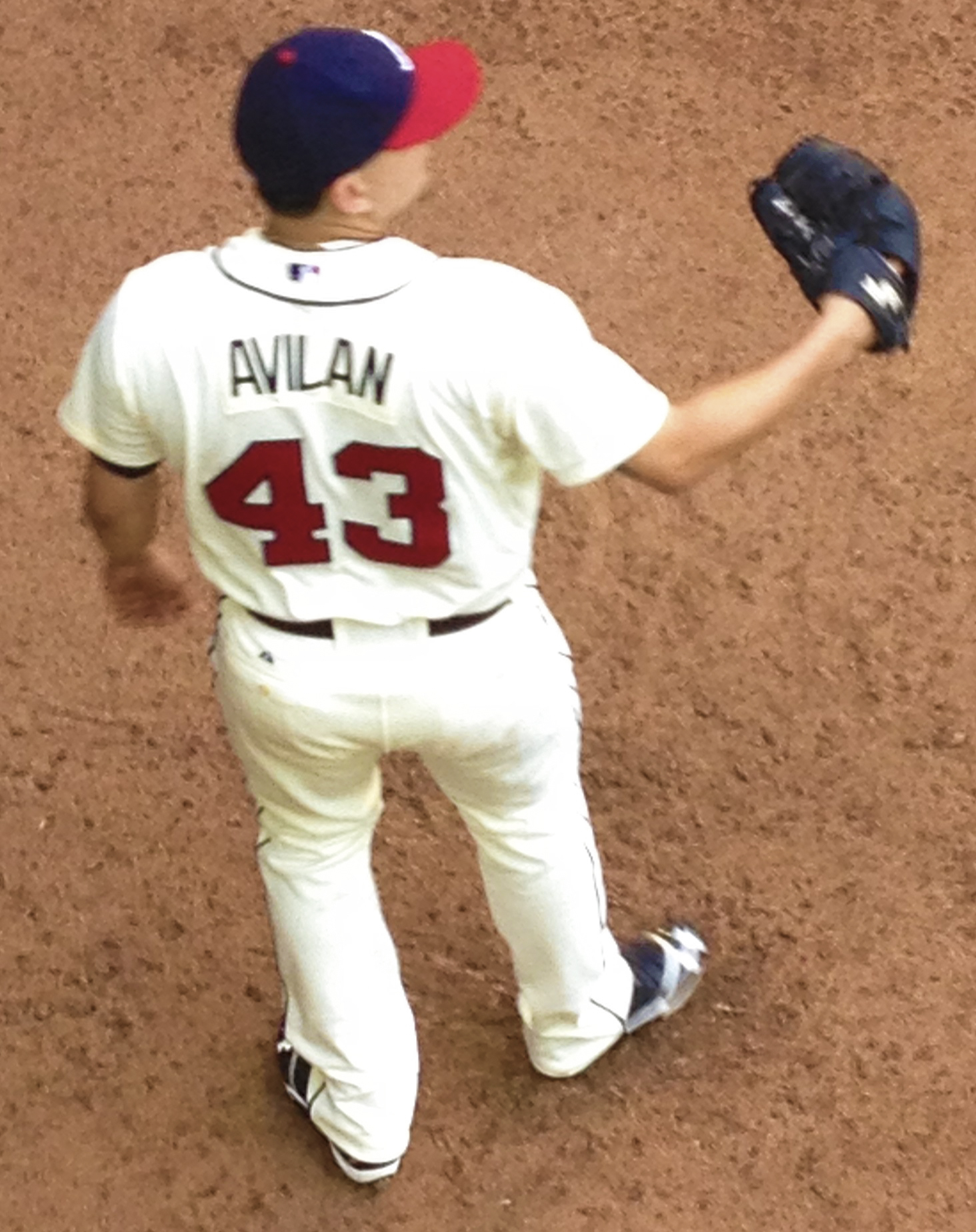
Avilán con los Braves.

Luis Armando Avilán (Caracas, 19 de julio de 1989) es un lanzador venezolano de béisbol profesional que forma parte de los Washington Nationals de las Grandes Ligas. Anteriormente jugó con los Atlanta Braves, Los Angeles Dodgers, Chicago White Sox, Philadelphia Phillies, New York Mets y New York Yankees.

## Carrera

### Atlanta Braves
Avilán firmó con los Bravos de Atlanta como agente libre internacional en 2008. Los Bravos lo añadieron a la plantilla de 40 jugadores al finalizar la temporada 2011 para protegerlo del draft de Regla 5.
El 5 de julio de 2012, Avilán fue llamado por los Bravos de Atlanta para reemplazar al lesionado Jonny Venters. Hizo su primera aparición el 14 de julio ante los Mets de Nueva York, ponchando al único bateador que enfrentó. Su primera victoria la obtuvo el 3 de octubre ante los Piratas de Pittsburgh, en el juego de cierre de temporada regular.
Avilán participó en 75 juegos en 2013, registrando efectividad de 1.52 con un promedio de bateo en contra de .144 y .219 de porcentaje de embasado. Sin embargo, tuvo problemas durante la primera mitad del 2014, registrando una efectividad de 4.85 en 47 juegos, por lo que el 19 de julio fue descendido a los Gwinnett Braves de Clase AAA y reemplazado por Chasen Shreve Finalizaría el 2014 con efectividad de 4.57 en 62 juegos.

### Los Angeles Dodgers
El 30 de julio de 2015, en un cambio entre tres equipos, los Dodgers de Los Angeles adquirieron a Avilán, Mat Latos, Michael Morse, Bronson Arroyo, Alex Wood, Jim Johnson y José Peraza, mientras que los Miami Marlins adquirieron a los lanzadores de ligas menores Victor Araujo, Jeff Brigham y Kevin Guzmán, y los Bravos recibieron a Héctor Olivera, Paco Rodríguez, el lanzador de ligas menores Zachary Bird y una selección competitiva del draft de 2016.
En 2016, dividió la temporada entre las ligas menores y las mayores, apareciendo en 33 juegos con los Oklahoma City Dodgers de Clase AAA, con efectividad de 4.24 y 27 juegos para los Dodgers, con efectividad de 3.20.
Avilán pasó toda la temporada 2017 como relevista de los Dodgers. En 61 juegos, tuvo un récord de 2-3 y efectividad de 2.93. Sintió algo de dolor en el hombro en septiembre, lo que llevó a un diagnóstico de "inflamación del hombro". Como resultado, quedó fuera del róster de postemporada de los Dodgers.

### Chicago White Sox
El 4 de enero de 2018, Avilán fue transferido a los Medias Blancas de Chicago en un cambio entre tres equipos, en el cual Jake Peter y Scott Alexander llegaron a los Dodgers, Joakim Soria a los Medias Blancas, y Trevor Oaks y Erick Mejia a los Reales de Kansas City. En 39 2⁄3 entradas lanzadas con el equipo, registró efectividad de 3.86, 46 ponches y dos salvamentos.

### Philadelphia Phillies
El 22 de agosto de 2018, Avilán fue transferido a los Filis de Filadelfia a cambio del lanzador de ligas menores Felix Paulino. Finalizó la temporada con marca de 2-1, efectividad de 3.77 y 51 ponches en 45 1⁄3 entradas lanzadas.

### New York Mets
El 10 de enero de 2019, Avilán firmó un contrato de ligas menores con los Mets de Nueva York que incluía una invitación a los entrenamientos de primavera. Fue seleccionado para formar parte del equipo en el Día Inaugural de la temporada, y en total lanzó 32 entradas donde registró marca de 4-0 y 5.06 de efectividad. El 31 de octubre de 2019, eligió convertirse en agente libre.

### New York Yankees
El 3 de febrero de 2020, Avilán firmó un contrato de ligas menores con los Yankees de Nueva York. El 21 de julio, fue seleccionado para formar parte de la plantilla del primer equipo, con el que registró efectividad de 4.32 en 8 1⁄3 entradas lanzadas. El 28 de agosto fue liberado por los Yankees dos días después de haber sido colocado en la lista de lesionados por una inflamación en el hombro.

### Washington Nationals
El 14 de diciembre de 2020, Avilán firmó un contrato de ligas menores con la organización de los Nacionales de Washington.